# Лихорадка (повесть)
«Лихорадка» — фантастическая повесть Марины и Сергея Дяченко, впервые изданная в 2009 году в журнале «Если» и авторском сборнике «Мир наизнанку».

## Сюжет
В мире распространяется загадочный и смертельно опасный вирус, превращающий людей в зомби. Родители главного героя — мальчика Руслана — в последний момент успели оплатить ему пребывание в изолированном интернате, в который превратили лагерь в горах. Хозяева учреждения гарантируют детям безопасность, но напрасно. Мальчик остаётся в одиночестве на пустой базе отдыха, около которой ходит зомби — как оказалось, не утративший сознания. Он помогает мальчику перенести болезнь и сообщает ему, что Руслан тоже заражён вирусом, от которого нет лекарств. Тем не менее Руслан выживает: у него развился иммунитет. Самим же загадочным доктором-зомби оказался микробиолог, который и создал страшный вирус:174.

## Литературные особенности
Образ монстра-учёного выражает основную идею повести: наука, когда она отказывается от гуманности, не может создать ничего конструктивного:174. Наука выводит человечество на новые рубежи, является его поводырём, однако без гуманности она, даже стремящаяся к поиску вечной жизни, ведёт его к смерти:176. Микробиолог Эдгар Милош хотел подарить человечеству бессмертие, но оказался равнодушным к жизни отдельных людей. Учёный-зомби воплощает собой деструктивный потенциал науки. Человек научился влиянию на глубокие процессы материи, но сущность их остаётся тайной, что усиливает угрозу, которую несёт с собой наука:174—175.
Телесность Эдгара очевидным образом нечеловеческая: он движется рывками, как бы припадая на обе ноги, у него нет глаз, характерная особенность — мертвенный запах. Запах лекарств, слегка перебивающий гниль, является параллелью к открытию учёного: наука дала возможность создать лишь видимость бессмертия, но смерть взяла своё:175. Однако именно это медлительное гниющее существо спасает мальчика от смерти и оказывается человечнее иных людей.
Социокультурные реалии в «Лихорадке» свидетельствуют о том, что человечество движется к своему концу. На это указывают и поступки персонажей, и описания рукотворных локусов в повести. Поступки людей подчёркнуто деструктивны, это касается как учёных, так и обычных детей и воспитателей, с которыми Руслан находился в одном лагере. Поведение детей напоминает звериное: когда Руслан выходит из комнаты, дети мочатся ему в постель. Впоследствии Руслан остаётся один в лагере, так как во время эвакуции мальчишки запирают его в туалете. Воспитатели, какими они изображаются в повести, не лучше детей. Они позиционируют своё учреждение как убежище, однако дети для них — лишь способ заработать деньги на чужом горе. Комендант лагеря общается с Русланом крайне грубо, кухарка называет детей «криворукими сиротами». Работники лагеря — симптом нездорового человечества в той же мере, что и болезнь Эдгара:177—178.
Для повести «Лихорадка», как и для других произведений Дяченко, характерен выраженный психологизм:174. Авторам «Лихорадки» удалось совместить в одной повести как зомби-апокалипсис, борьбу за выживание и умение вызвать у читателя страх, так и психологические аспекты. Сюжет повести нестандартен, содержит интересные повороты, присутствуют лёгкость повествования в сочетании с хорошим стилем. Тематика зомби предстаёт в «Лихорадке» под неожиданным ракурсом, повесть увлекает с первых страниц и побуждает не просто сопереживать подростку Руслану, а представить себя на его месте. Авторы хорошо передают стремление героя выжить в, казалось бы, безвыходной ситуации.